# Kim Daugaard
Kim Daugaard Hansen, född 29 mars 1974, är en före detta dansk fotbollsspelare som spelade för Brøndby IF under nästan hela sin karriär. 
Kim Daugaard spelade som defensiv mittfältare. Han var aktiv spelare för Brøndby IF från 1993 till 2008 och har spelat över 450 matcher för klubben. Han har varit med och vunnit Superligaen fem gånger. Han blev utsedd till årets spelare i Brøndby IF 1998. 
Efter spelarkarriären var Kim Daugaard assisterande tränare i Brøndby IF under två och en halv säsong.